# Pilophorus simulans
Pilophorus simulans är en insektsart som beskrevs av Michail Josifov 1989. Pilophorus simulans ingår i släktet Pilophorus, och familjen ängsskinnbaggar. Arten är reproducerande i Sverige.